# シストバクター属
シストバクター属は。シストバクター亜目、シストバクター科の基準属でグラム陰性の非芽胞形成好気性桿菌。滑走による運動を行う。基準種はシストバクター・フスカス。名称は包嚢の桿菌を意味する。GC含量は68から71。
粘液細菌の一つ。細菌や植物などを溶かして栄養を得るが、栄養状態が悪くなると集合して柄のない子実体を形成し、2μｍほどの粘菌胞子を形成する。粘菌胞子は栄養状態の良い場所で発芽して栄養細胞となる。